# Fred Hansen (ingenjör)
Fred Herman Roeck Hansen, född 12 februari 1897 i Stockholm, död där 26 februari 1965, var en svensk väg- och vattenbyggnadsingenjör.
Fred Hansen var son till Wilhelm Hansen. Han avlade studentexamen i Stockholm 1915 och utexaminerades 1920 från Tekniska högskolan. Hansen blev 1922 löjtnant i fortifikationens reserv, 1924 löjtnant, 1931 kapten och 1945 major i Väg- och vattenbyggnadskåren. 1940 blev han major i Finlands armé. 1920–1922 var han biträdande ingenjör vid kraftstationsundersökningar, vägstakningar och brobyggnader samt 1923–1926 assistent vid Whangpoo Conservancy Board i Shanghai, 1926 biträdande ingenjör vid AB Vattenbyggnadsbyrån och vid Hammarforsens kraftverksbyggnad samt 1926–1929 arbetschef hos Dalälvens regleringsförening, varvid han bland annat genomförde Venjanssjöns reglering. Hansen kontrollerade damm- och kraftstationsbyggnader vid Avesta storfors 1929–1930, och som arbetschef vid tekniska byggnadsbyrån Delin & Perslow ledde han Höljebro kraftverksbyggnad 1930–1932 och var chefsassistent vid Delin & Perslow 1932–1937. Han var 1938–1943 arbetschef vid Södersjukhuset och 1940 chef för svenska arbetskåren i Finland samt var 1941–1943 inkallad som chef för fortifikationsstyrelsens B-byrå, byggnadsavdelningen. Från 1944 innehade Hansen en konsulterande ingenjörsbyrå i Stockholm. Han publicerade uppsatser i organisatoriska frågor i fackpressen.